# Subfusil Sterling
El Sterling es un subfusil británico de calibre 9 mm. Fue probado por el Ejército Británico en 1944-1945 como un reemplazo para el Sten, al cual solo empezó a reemplazarlo en 1953. Estuvo en servicio hasta 1994, cuando entró en servicio el fusil de asalto L85A1. Actualmente es utilizado por muchos ejércitos y agencias policiales.

## Historia
En 1944, el Alto Mando del Ejército Británico emitió especificaciones para un nuevo subfusil. Según estas, el arma no debía pesar más de 2,7 kg, debía disparar cartuchos 9 x 19 Parabellum, tener una cadencia no mayor a 500 disparos/minuto y ser lo suficientemente preciso para permitir cinco disparos seguidos (en modo semiautomático) dentro de un blanco de 30,48 cm² a una distancia de 91 m.
Para sastifacer estos requisitos, el jefe de diseño de la Sterling Armaments Company de Dagenham, George William Patchett, presentó a inicios de 1944 un arma de nuevo diseño. El primer prototipo era similar al Sten y resultó mucho mejor que este, ya que la manija del cerrojo (con la ranura donde se movía hacia atrás y hacia adelante) fue alineada con la portilla de eyección, aunque fue rediseñada al poco tiempo y movida hacia arriba en una posición ligeramente inclinada. El Ejército rápidamente reconoció el potencial del arma de Patchett (su incrementada precisión y fiabilidad respecto al Sten) y ordenó 120 unidades para probarlos. Hacia finales de la Segunda Guerra Mundial, algunos de estos modelos de prueba fueron empleados en combate por tropas aerotransportadas en la Batalla de Arnhem y por las Fuerzas Especiales en otros lugares del norte de Europa, donde era oficialmente conocida como Carabina Ametralladora Patchett Mk 1. Por ejemplo, un subfusil Patchett (con el número de serie 078 y actualmente en el Museo Imperial de la Guerra), fue utilizado en combate por el Coronel Robert W.P. Dawson mientras estaba al mando del Comando n.º 4 durante el ataque a Walcheren como parte de la Operación Infatuate en noviembre de 1944. Ya que el Patchett/Sterling podía usar tanto los cargadores rectos del Sten como sus propios cargadores curvos, no había problemas de compatibilidad.  
Después de la guerra, existían grandes cantidades de subfusiles Sten en los arsenales británicos y había poco interés por reemplazarlo con un modelo de diseño superior. Sin embargo, en 1947, se llevó a cabo una concurso de modelos entre el Patchett, un modelo de la Enfield, un nuevo modelo experimental de la BSA y un modelo experimental australiano ante el Sten. Las pruebas no fueron concluyentes, pero se hicieron avances en los diseños y se llevaron a cabo otras pruebas. Finalmente, el modelo de Patchett ganó y en 1951 el Ejército Británico tomó la decisión de adoptarlo. Empezó a reemplazar al Sten en 1953 como  Subfusil L2A1. Su última variante sin silenciador fue el L2A3, pero los cambios que tuvo el modelo durante su desarrollo fueron mínimos.
En el rodaje de las películas de la serie Star Wars, se emplearon subfusiles Sterling con modificaciones decorativas mínimas para representar los fusiles láser de los Stormtrooper.

## Detalles de diseño

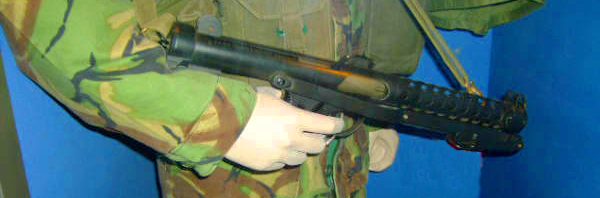
Un Sterling en el Museo Imperial de la Guerra.

El Sterling está hecho de acero y plástico, con una culata plegable que se pliega debajo del arma. Tiene un alza ajustable, para alcances de 91,4 m y 183 m. Aunque es un arma accionada por retroceso que dispara a cerrojo abierto, tiene algunas características inusuales: por ejemplo, el cerrojo tiene entalles helicoidales en su superficie para retirar el polvo y el hollín del interior del cajón de mecanismos a fin de incrementar la fiabilidad. Tiene dos resortes recuperadores concéntricos que accionan el cerrojo, al contrario del único resorte empleado en varios modelos de subfusiles. Esta disposición de doble resorte reduce de forma significativa el rebote del cerrojo al introducir los cartuchos en la recámara, lo cual produce un mejor cierre, un retroceso más suave y una mayor precisión. Además, el Sterling emplea un cargador curvo mejorado (respecto al del Sten) de doble hilera y 34 cartuchos, que es insertado en el lado izquierdo del cajón de mecanismo. La teja elevadora del cargador, que empuja los cartuchos hacia su abertura, está equipada con rodillos para reducir la fricción. El cerrojo retira cartuchos tanto desde la parte superior como la parte inferior de la abertura del cargador, con su percutor fijo diseñado para que no se alinie con el fulminante del cartucho hasta que éste se encuentre dentro de la recámara.
En lo que se conoce como percusión adelantada, el Sterling emplea un cerrojo ligero que es influenciado por la detonación de la pólvora dentro del casquillo del cartucho. El cartucho es disparado mientras el cerrojo todavía se mueve hacia adelante para cerrar la recámara. Esto reduce su velocidad y detiene su movimiento frontal, haciendo que retoceda y eyecte el casquillo vacío, a la vez que incrementa la cadencia de disparo.

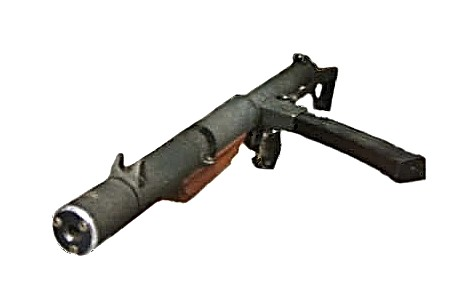
Un L34A1, variante silenciada del Sterling.

El L34A1/Mk.5, variante silenciada del Sterling, fue desarrollado para operaciones encubiertas. Esta versión empleaba un cañón con perforaciones, rodeado por un cilindro con cámaras de expansión para reducir la velocidad de la bala y que no rompa la barrera del sonido, produciendo un estallido sónico, además de reducir el fogonazo. Esto fue tan eficaz que los únicos sonidos que se oyen al disparar son los movimientos del cerrojo y un estallido casi imperceptible. Los regimientos SAS australianos y neozelandeses emplearon la versión silenciada durante la Guerra de Vietnam. También fue empleado por las Fuerzas Especiales argentinas y británicas en la Guerra de las Malvinas. Los agentes libios emplearon un Sterling silenciado para matar a la agente de Policía Yvonne Fletcher delante de la embajada de Libia en Londres, iniciando el sitio del edificio en 1984.
El Sterling tiene una reputación de gran fiabilidad en condiciones adversas y, aunque dispara a cerrojo abierto, buena precisión. Con algo de práctica, es muy preciso al ser disparado en ráfagas cortas. Mientras que se ha reportado que el arma no causa problemas a los tiradores zurdos, no es recomendable emplearla sin gafas de protección. La trayectoria de los casquillos eyectados es ligeramente hacia abajo y hacia atrás, por lo cual a veces puede causar quemaduras ligeras a los tiradores zurdos.

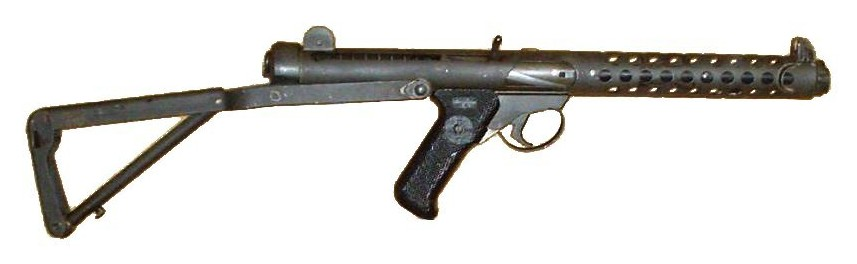
Vista lateral, mostrando la portilla de eyección y la manija del cerrojo.

Se produjo y se suministró al Ejército Británico una bayoneta para el Sterling similar a la del fusil semiautomático L1A1, pero fue escasamente utilizada, excepto para ceremonias. Ambas bayonetas fueron derivadas de la versión suminsitrada con la Carabina de Jungla, la principal diferencia siendo un anillo más pequeño en la bayoneta SLR para poder encajar alrededor de la boca del cañón del fusil. Al montarse, la bayoneta del Sterling quedaba a la izquierda de la línea vertical del arma, lo cual ofrecía un balance más natural al usarse en una lucha con bayoneta.
Para un tirador diestro, la posición correcta de la mano izquierda al disparar es sobre la camisa de enfriamiento perforada, mas no sobre el cargador, ya que la presión al sujetar el cargador incrementa el riesgo de atascos y un cargador suelto puede hacer caer el arma. El agarrar la camisa de enfriamiento ofrece un mayor control del arma, por lo que la mano derecha queda libre para efectuar otras tareas. Un resalte semicircular en el lado derecho del arma, aproximadamente a 50,8 mm de la boca del cañón, sirve para evitar que la mano izquierda se mueva muy adelante y cubra la boca del cañón.
La principal queja de los usuarios de subfusiles Sterling es que tiene proeminencias en todas direcciones y que al transportarlo con una correa portafusil se enreda con frecuencia en ropas, morrales, mochilas, vegetación y marcos de puerta/escotillas, además de incomodar al usuario con punzadas (a veces dolorosas).

## Fabricación

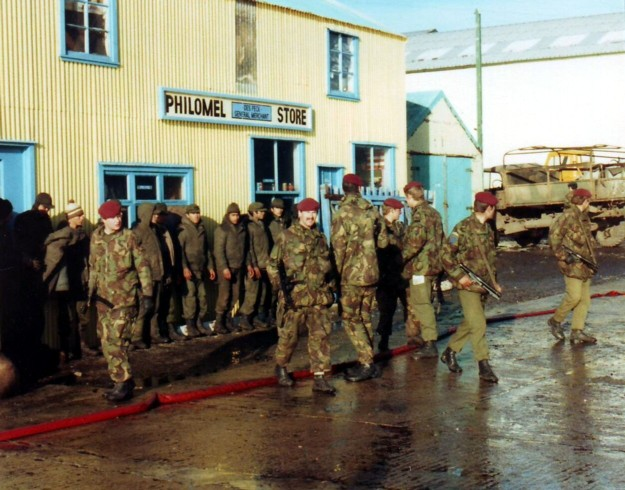
Paracaidistas británicos armados con subfusiles Sterling, junio de 1982.

Se fabricaron más de 400.000 subfusiles Sterling en Dagenham para las Fuerzas Armadas británicas y para ventas al extranjero, mientras que la Royal Ordnance Factory de Fazakerley cerca de Liverpool los produjo exclusivamente para el Ejército Británico. Las Royal Ordnance Factories ya no producen armas, pero todavía producen piezas de repuesto para usuarios certificados.
FAMAE produjo la variante chilena PAF, que se distinguía por su cajón de mecanismos más corto y la falta de la camisa de enfriamiento del cañón.
Canadá también fabricó bajo licencia una variante llamada Subfusil C1 9 mm, que era producida por Canadian Arsenals Limited. Desde 1953 en adelante reemplazó a las últimas versiones del Sten.
Un arma similar, la Carabina Automática 1A1 9 mm, es fabricada en Kanpur por la Indian Ordnance Factory, junto a la Carabina Automática 2A1 9 mm, que es una copia de la variante silenciada L34A1. A inicios del siglo XXI, estas dos armas todavía son fabricadas por la Ordnance Factories Board y empleadas por las Fuerzas Armadas de India.

## Variantes

### Reino Unido
- Sin designación: Carabina Ametralladora Patchett Mark 1 (las pruebas se iniciaron en 1944)
- Sin designación: Carabina Ametralladora Patchett Mark 1 con Bayoneta Plegable (el mismo de arriba, pero con bayoneta plegable; nunca fue aceptado)
- L2A1 (Carabina Ametralladora Patchett Mark 2): Adoptado en 1953.
- L2A2 (Sterling Mark 3): Adoptado en 1955.
- L2A3 (Sterling Mark 4): Adoptado en 1956. Última versión estándar en servicio con el Ejército Británico, la Royal Navy y el Regimiento de la RAF.
- L34A1 (Sterling-Patchett Mark 5): Versión silenciada aprobada en 1967 por el Ejército Británico. Es mantenido en reserva por las Fuerzas Armadas británicas.
- Sterling Mark 6 "Police": Versión semiautomática que disparaba a cerrojo cerrado para su venta a fuerzas policiales y a civiles. La versión para el mercado estadounidense tenía un cañón de 410 mm para cumplir los regulamentos de la Agencia de Alcohol, Tabaco, Armas de Fuego y Explosivos. Desde el 2009, la Century Arms empezó a publicitar una carabina semiautomática similar fabricada por la Wiselite Arms. Esta también tiene un cañón de 410 mm y está ensamblada con una combinación de piezas de fabricación estadounidense y piezas desmilitarizadas del Sterling Mark 4. Es publicitado con frecuencia como el Sterling Sporter.[33]
- Sterling Mark 7 "Para-pistol": Variante pistola ametralladora suministrada a unidades especiales y de inteligencia. Tenía un cañón acortado a 100 mm, empuñadura frontal fija y pesaba 2,20 kg. Cuando era empleada con un cargador corto de 10 o 15 cartuchos, podía guardarse en una funda especial. También podía emplearse como arma para combate a corta distancia al instalarle una culata maciza opcional.

### Canadá
- C1 SMG: Versión canadiense adoptada en 1958, que reemplazó al Sten.[34] Se distinguía del L2 británico al estar fabricado con chapa de acero estampada en lugar de los costosas piezas fundidas empleadas en los subfusiles británicos.[34] También tenía un guardamonte desmontable como opción estándar (para emplearlo con guantes en operaciones árticas) y utilizaba cargadores nuevos de 30 cartuchos. Además estaba disponible un cargador de 10 cartuchos para los tripulantes de vehículos blindados.

### India
- SAF 1A: Versión india del L2A1.
- SAF 2A1: Versión india del Sterling Mark 5 silenciado.

### Variante calibre 7,62 mm
- Se fabricó una variante del Sterling que disparaba el cartucho 7,62 x 51 OTAN. Era accionado por retroceso retardado mediante palanca para poder disparar los cartuchos más potentes, que eran alimentados desde cargadores de Bren de 30 cartuchos.[35] Se le podían instalar un bípode y una culata fija, así como una mira nocturna Single Point IR/Trilux. Para prevenir los disparos accidentales por sobrecalentamiento, el arma disparaba a cerrojo abierto. Al cumplir el mismo papel de la ametralladora ligera Besal de la Segunda Guerra Mundial, el Sterling de 7,62 mm fue ideado como un arma de emergencia en caso de un ataque soviético durante la Guerra Fría.

## Usuarios

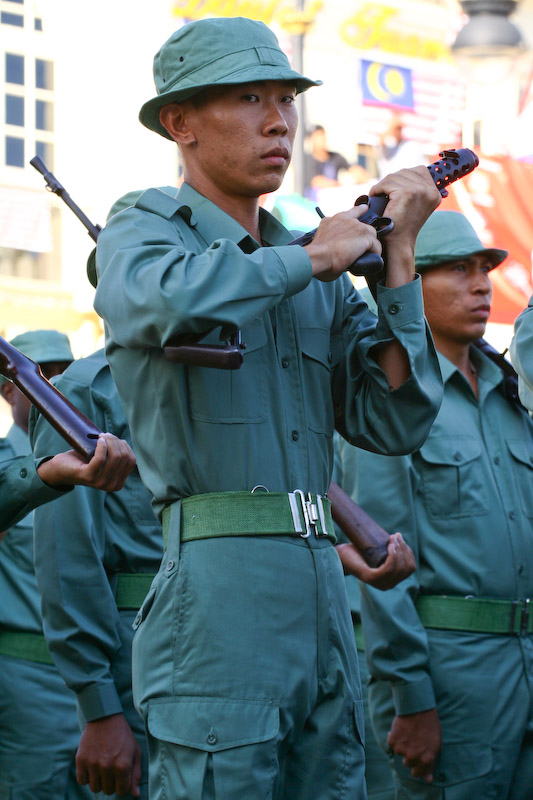
Oficial de la Real Policía Malaya con un Sterling L2A3 (Mk 4).

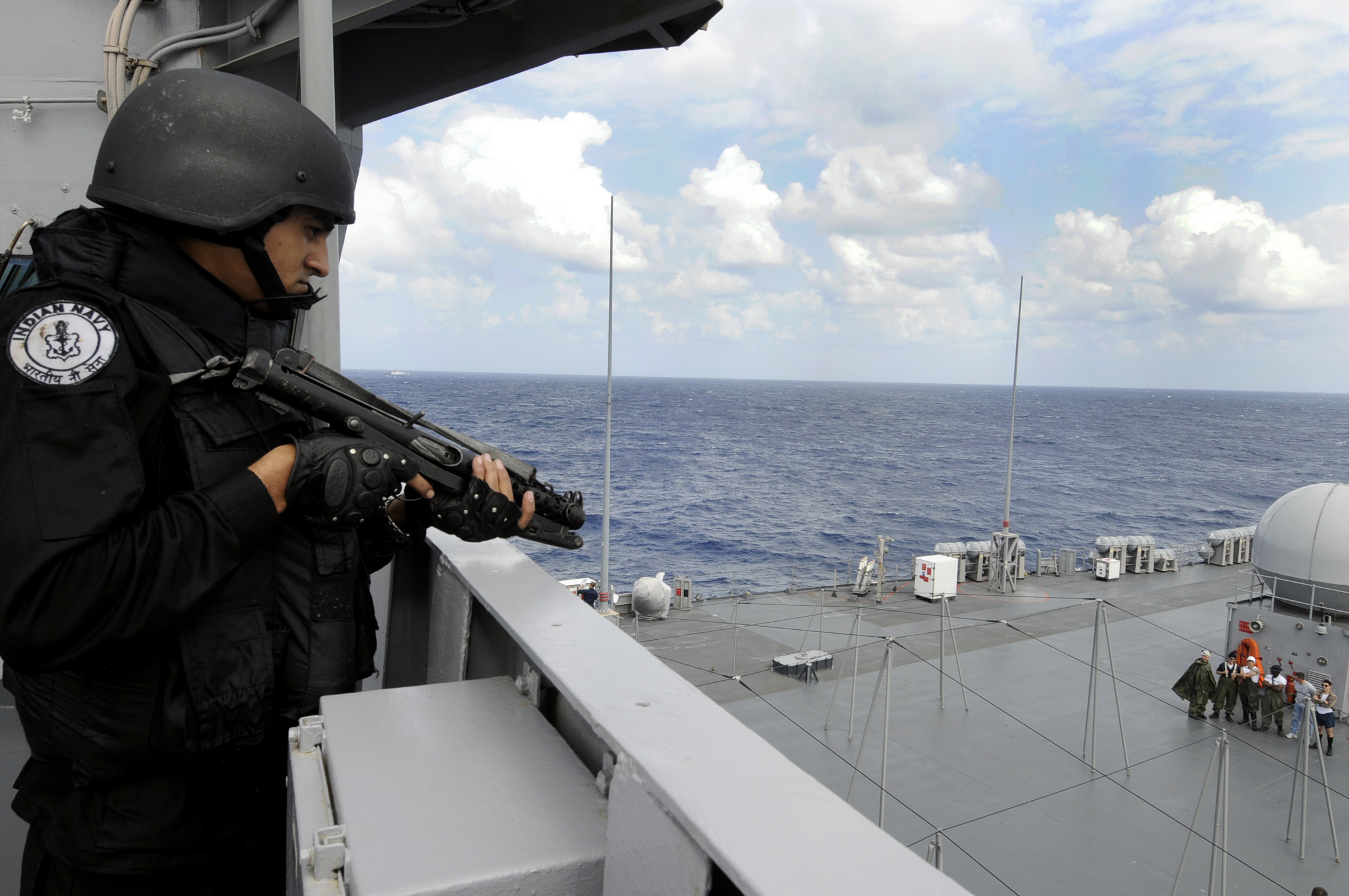
Marinero indio en un simulacro de toma de rehenes, 2009.

- Argentina: emplea la variante Mk 4 y la variante silenciada "L34A1".[36][37]
  - Ejército Argentino
  - Armada Argentina
- Australia: emplea la variante silenciada "L34A1".[38]
- Bangladés: emplea la variante Mk 4.[36]
- Barbados[36]
- Baréin: emplea la variante Mk 4.[36]
- Belice: emplea la variante Mk 4.[36]
- Birmania[36]
- Botsuana[36]
- Brunéi: emplea la variante Mk 4.[36]
- Canadá: producido como el C1.[39]
- Catar[36]
- Chipre[36]
- Corea del Norte[40]
- España: es empleado por la Unidad de Operaciones Especiales de la Armada Española.[41]
- Filipinas: el Grupo Naval de Operaciones Especiales de la Armada Filipina emplea subfusiles silenciados L34A1.[42]
- Gabón[36]
- Gambia[36]
- Ghana[36]
- Guyana[36]
- India: fue fabricado bajo licencia por las Indian Ordnance Factories y su producción cesó en 2010. Fue vendido como Carabina Automática 1A1 9 mm.[43] También estaba disponible una versión silenciada, que fue vendida como Carabina Automática 2A1 9 mm.[44]
- Irak: emplea la variante Mk 4.[36]
- Islas Salomón[45]
- Jamaica: es empleado por las unidades auxiliares de la Fuerza de Defensa de Jamaica.[46]
- Kenia[36]
- Kurdistán: empleado por el Peshmerga[47]
- Kuwait[14][40]
- Líbano[36]
- Lesoto[36]
- Libia: emplea las variantes Mk 2,[48] L34[36] y la versión india 1A1.[17]
- Malaui[36]
- Malasia[36]
- Malta[36]
- Marruecos[49]
- Nepal[36]
- Nigeria[36]
- Nueva Zelanda[40]
- Omán[36]
- Pakistán[36]
- Papúa Nueva Guinea[36]
- Portugal[36]
- Reino Unido: el Ejército Británico adoptó en 1953 la variante L2A1.[39] La variante L34A1 entró en servicio en 1966.[39]
- Rodesia[50][51]
- Sierra Leona[36]
- Singapur: Las unidades especiales de la Policía de Singapur (Contingente Gurkha, Guardia Costera de la Policía y Mando de Operaciones Especiales) empleaban la variante Mk 4; a partir de 1999 fue reemplazado por el HK MP5.
- Somalia[36]
- Sri Lanka[36]
- Suazilandia[36]
- Sudáfrica: probó la variante Mk 3.[52]
- Sudán[36]
- Suecia: probó la variante Mk 3.[52]
- Tanzania[36]
- Trinidad y Tobago[36]
- Túnez[40]
- Uganda[36]
- Vanuatu[45]
- Zambia[36]
- Zimbabue[36]

### Entidades no estatales
- Frente Nacional para la Liberación de Angola[53]
- Varios grupos monarquistas (Fuerza Voluntaria del Úlster, Voluntarios Protestantes del Úlster y Asociación en Defensa del Úlster) emplearon copias del Sterling hechas a partir de subfusiles capturados y piezas de repuesto.[54]